# Павловский, Михаил Антонович
Михаил Антонович Павловский (укр. Михайло Антонович Павловський; род. 13 марта 1942, село Ружична, Хмельницкий район (ныне часть города Хмельницкий), УССР, СССР — 26 февраля 2004, Киев, Украина) — украинский политический деятель и учёный.

## Образование и научная деятельность
Поступив в 1958 году в 16-летнем возрасте в Киевский политехнический институт, он связал с ним все свои последующие 46 лет. В 1963 году окончил КПИ с отличием и получил направление в аспирантуру. После защиты кандидатской диссертации в 1967 году, став кандидатом технических наук, работал на кафедре гироскопических приборов. В 1977 году защитил докторскую диссертацию. В том же году возглавил кафедру теоретической механики КПИ, бессменным заведующим которой он был в течение 26 лет. Создал межотраслевой НИИ проблем механики «Ритм» при НТУУ «КПИ». Павловский один из инициаторов создания и первый декан факультета авиационных и космических систем в Национальном техническом университете Украины «КПИ». В 1997 году стал доктором экономических наук (диссертация «Социально-экономические преобразования переходной экономики Украины»). Видный учёный, преподаватель и организатор учебного процесса, М. А. Павловский успешно развивал достижения всемирно известной научно-педагогической школы механиков Киевского политехнического института. Подготовил 12 докторов и более 50 кандидатов наук. М. А. Павловский — автор более 450 научных работ, среди которых 24 монографии, учебники, учебные пособия, 80 изобретений.
С 1996 года — действительный член Украинской академии экономической кибернетики, с 2002 года — академик-секретарь Аэрокосмической академии Украины.
Создатель собственной научной школы гироскопов, навигационных приборов и комплексов. Под его руководством разработаны уникальное оборудование для наземных испытаний ракетно-космического комплекса «Энергия-Буран», а после Чернобыльской аварии — дистанционно управляемые роботизированные комплексы для проведения работ с радиоактивными материалами.
Разработчик экономической теории переходного периода и её украинского контекста. Ввел понятие устойчивости экономической системы, что позволяет исследовать механизмы развития международных финансовых кризисов.

## Карьера
В 1992 году М. А. Павловский был Министром промышленности Украины. Избирался депутатом Верховного Рады Украины 2-го (1994—1998), 3-го (1998—2002), 4-го созывов (с 2002 года). В эти годы он избирался Председателем комитета по ядерной политике и безопасности, председателем подкомитета по вопросам организации работы Комитета по вопросам регламента, депутатской этики и организации работы, возглавлял межпарламентскую группу «Украина-Китай».
С 1992 по 1998 год был членом Украинской республиканской партии. С февраля 2000 года — член партии Всеукраинское объединение «Батькивщина», а в 2001-м стал заместителем её председателя. Также возглавлял Киевскую городскую организацию и был членом президиума Политсовета.
М. А. Павловский — соавтор многих законопроектов и государственных программ. Жил в Киеве.
Скончался 26 февраля 2004 года. Похоронен на Байковом кладбище.

## Семья
Украинец. Родился в семье малоимущих селян на Хмельнитчине. Жена Людмила Михайловна (1941—2021) — работала преподавателем английского языка в Киевском национальном экономическом университете. Сын Андрей (1965) — кандидат технических наук, доцент Национального технического университета Украины «Киевский политехнический институт», политик, народный депутат Украины VI и VII созывов. Дочь Ольга (1972) — психоаналитик.

## Награды
Лауреат Государственных премий УССР (1980), СССР (1986), Украины (1992). Награждён орденом «Знак Почёта» (1981), грамотой Верховной рады Украины (2002), ему присвоено звание "Почётный профессор НТУУ «КПИ».